# Juanita Castro
Juana de la Caridad "Juanita" Castro Ruz (Birán, 6 de maio de 1933 – Miami, 4 de dezembro de 2023) foi irmã do ex-lider revolucionário cubano Fidel Castro e do atual presidente Raúl Castro. Depois de trabalhar como agente da Agência Central de Inteligência dos Estados Unidos (CIA), em Cuba, viveu nos Estados Unidos de 1964 a 2023.

## Biografia
Juanita nasceu em Birán, próximo de Mayarí, no que atualmente é conhecido como província de Holguín. Ela é o quarto filho de Ángel Castro y Argiz e Lina Ruz González, e tem três irmãos — Ramón, Fidel e Raúl — e três irmãs — Angelita, Enma, e Agustina. A família também tem dois meio-irmãos, Lidia e Pedro Emilio, que foram levantadas por de Ángel Castro primeira esposa Maria Luisa Argota. Ángel Castro também teve pelo menos um outro filho, chamado Martin, nascido em 1930, filho de uma lavradora nomeada Generosa Mendoza, de acordo com Bardach no "Without Fidel: A Death Foretold in Miami, Havana and Washington". Martin, de 80 anos, continua a viver na propriedade da família em Birán.

### Na Revolução
Juanita, como todos os irmãos Castro, participou da Revolução Cubana, comprando armas para o Movimento 26 de Julho, durante a sua campanha contra Fulgencio Batista. Em 1958, viajou para os Estados Unidos para arrecadar fundos. Após a revolução, se sentiu traída pela crescente influência dos comunistas cubanos sobre o governo cubano.
As políticas governamentais de Fidel e Raúl entraram em confronto com os interesses da família, que incluía seu irmão mais velho, Ramón. Quando os dois revolucionários insistiram na imposição da reforma agrária em algumas das propriedades da família, Ramón, que mantinha um imóvel, com raiva explodiu: "Raúl é um pequeno comunista sujo. Um dia destes vou matá-lo".

### Oposição às políticas de Fidel
Neste clima, começou a colaborar com a CIA. Em 1964, deixou Cuba, ficando com sua irmã Enma, que tinha deixado Cuba antes, quando se casou com um mexicano, em Cuba, antes de emigrar para os Estados Unidos. Após a sua chegada ao México, convocou uma entrevista coletiva e anunciou que havia desertado de Cuba: "Eu não posso mais ficar indiferente ao que está acontecendo no meu país", disse ela. "Meus irmãos Fidel e Raúl fizeram uma enorme prisão cercada por água. As pessoas estão pregadas em uma cruz de sofrimento imposto pelo comunismo internacional".
No imediato período pós-revolucionário, foi creditada por ajudar pelo menos 200 pessoas a deixar Cuba, como parte de seu trabalho com a CIA. De acordo com um artigo de 1964 da revista Time: "depois que a mãe Lina Ruz morreu, houve um episódio violento quando Fidel decidiu expropriar a propriedade rural da família de uma vez por todas. Juanita começou a vender o gado; Fidel se enfureceu, denunciou-a como um 'verme contrarrevolucionário' e precipitou-se sobre a fazenda Oriente".
Em 1998, entrou com uma ação judicial na Espanha contra sua sobrinha Alina Fernández, filha ilegítima de seu irmão Fidel Castro, por calúnia sobre algumas passagens na autobiografia de Fernández, Castro's Daughter: An Exile's Memoir of Cuba, que foi publicada no mesmo ano. O tribunal espanhol ordenou que Fernández e "Plaza & Janes", uma divisão da Random House, de Barcelona, que publicou o livro, pagassem 45 000 dólares para Juanita. Juanita afirmou que o livro difamou sua família afirmando: "Pessoas que ontem estavam comendo do prato de Fidel, chegam aqui e querem dinheiro e poder, então, dizem o que querem, mesmo que isso não seja verdade".
Em 25 de outubro de 2009, disse à Univision da WLTV-23 que inicialmente apoiou a derrubada da ditadura de Batista por seu irmão, em 1959, mas rapidamente se desiludiu. Sua casa tornou-se um santuário para os anticomunistas antes de fugir da ilha, em 1964. Na entrevista de TV, disse que foi procurada pela CIA.

### Vida posterior e morte
Depois de deixar Cuba, se estabeleceu em Miami, em 1964, e abriu uma farmácia chamada Mini Price, em 1973. Se tornou cidadã naturalizada nos Estados Unidos, em 1984. Em dezembro de 2006, vendeu seu negócio farmacêutico para a CVS depois de estar aberto há 35 anos. O edifício e os bens foram posteriormente vendidos para a Shell Lumber.
Morreu em 4 de dezembro de 2023, aos noventa anos, em um hospital, em Miami.